# Saint Jean-Baptiste (Léonard de Vinci)
Pour les articles homonymes, voir Saint Jean-Baptiste (homonymie).
Saint Jean-Baptiste est un tableau de Léonard de Vinci conservé au musée du Louvre en France. Il est peint sur une planche de noyer et mesure 69 × 57 cm et représente Jean le Baptiste. On le date en général de sa période romaine entre 1513 et 1516. Carlo Pedretti suppose même qu'il pourrait s‘agir d'une commande de Léon X, pape florentin. Le tableau serait donc un hommage au saint protecteur de Florence.

## Données historiques
L'histoire du tableau est mal connue, faute de sources suffisantes. Parmi les premiers biographes de Léonard de Vinci, seul l’anonyme Gaddiano cite un Saint Jean dans ses œuvres.  Léonard de Vinci l'aurait conçu en 1508 et aurait continué à le retoucher jusqu'à sa mort en 1519. Les sources lacunaires ne permettent pas de déterminer si le peintre a réalisé ce tableau pour une commande, ou bien de sa propre initiative.
Le tableau entre peut-être dans les collections royales françaises de François Ier, avant d'en sortir pour des raisons inconnues. Il passe ensuite à Roger du Plessis-Liancourt. En 1630, ce dernier offre le tableau au roi Charles Ier d'Angleterre, à l'occasion de la naissance du fils du roi. Après l'exécution de Charles Ier, le tableau est vendu à Cruso et Terence par le Commonwealth. L’œuvre est ensuite achetée par le banquier Everhard Jabach. Le tableau serait ensuite entré dans les collections royales françaises lorsque Louis XIV en fait l'acquisition auprès de Jabach en 1662. En 1802, le tableau est exposé au musée du Louvre à Paris.
En 1991 en Allemagne a été trouvée une esquisse érotique de Léonard ou de Salaï (fusain sur papier bleu, 1513-14), Angelo incarnato, qui figure Salaï prenant la pose de saint Jean. Ce dessin provient très probablement de la Royal Library d'où il fut écarté sous le règne de la reine Victoria pour des raisons de pudeur.

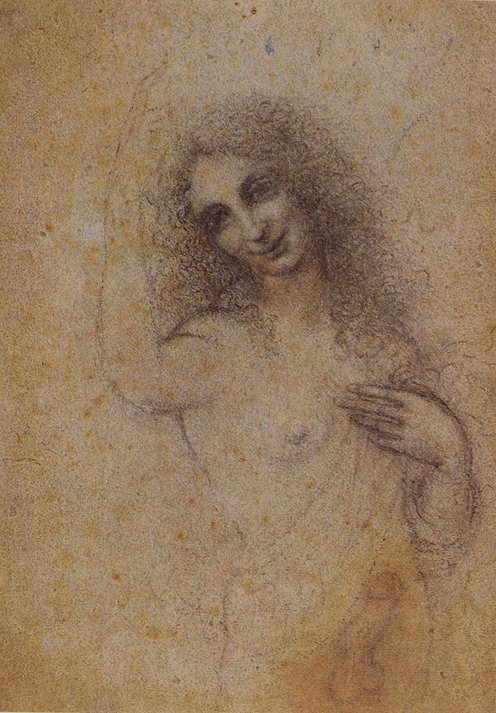
Angelo incarnato de Léonard de VInci.

## Description
Le tableau représente Jean le Baptiste. Son torse et son visage se dégagent sur un fond sombre. Il tient un fin crucifix en roseau dans la main gauche et tend la main droite vers le ciel. Il est représenté tel qu'il vivait, en ermite, vêtu d'une simple peau de bête.
En fonçant, le vernis a fortement altéré l'apparence du tableau. Sur le tableau, son dessin est à peine esquissé (à peine visible sur les radiographies) et il s'est attaché à rendre les contours par les seuls effets de l'ombre et de la lumière. La couche de peinture est si mince, par l'usage de glacis superposés, base du sfumato,  « où les pigments sont comme en suspension ». Le tableau est recouvert de 17 couches de vernis.
Le tableau a fait l'objet d'un important travail de restauration en 2015 et 2016, permettant de retrouver des couleurs proches de l'original.

## Analyse
Le Saint Jean-Baptiste reprend la pose d’un tableau de Léonard connu seulement par des copies (notamment celles du Kunstmuseum de Bâle et de l’Ashmoleum d’Oxford), l’Ange de l’Annonciation, dont le bras est tourné vers l’intérieur du personnage au lieu de l’extérieur.
Le visage de saint Jean-Baptiste a été rapproché d’un type d’adolescent aux cheveux bouclés récurrent  dans les dessins de Léonard. Cela a suffi à faire de Salaï, sans certitude, le modèle de ces dessins et du Saint Jean-Baptiste. 
Zöllner voit dans la lumière tombant sur saint Jean-Baptiste la métaphore de saint Jean-Baptiste, lui-même, « récepteur et témoin de la lumière divine ». Kenneth Clark, lui, voit dans ce geste le paradigme de la quête de Léonard, « l’éternel point d’interrogation, le mystère de la création » et dans le sourire du Saint, celui du Sphynx.  
L’androgynie du Saint Jean-Baptiste a été interprétée à la lumière de la philosophie néo-chrétienne : saint Jean-Baptiste est le nouvel Adam, l’homme avant le péché, en qui coexistent natures féminine et masculine.

## Postérité
Le tableau fait partie du musée imaginaire de l'historien français Paul Veyne, qui le décrit dans son ouvrage intitulé Mon musée imaginaire.